# Арцишевський Роман Антонович
Роман Антонович Арцишевський (Арцішевський) (9 липня 1946 року, смт Ківерці, УРСР, СРСР — 28 січня 2017 року, Київ, Україна) — філософ, педагог, організатор освіти, доктор філософських наук, професор, член-кореспондент НАПНУ (1994), заслужений діяч науки і техніки України.

## Біографія
Народився 9 липня 1946 року в робітничій сім'ї в Ківерцях, Волинської області.

### Освіта
- У 1961 після закінчення навчання у 8-річній школі розпочав трудову діяльність, водночас продовжив навчання у вечірній школі робітничої молоді.
- З 1964 по 1969 навчався на факультеті журналістики Московського державного університету ім. М. В. Ломоносова.[4]
- У 1979 захистив кандидатську дисертацію з філософії на тему «Світогляд у структурі суспільної свідомості» у Московському державному педагогічному інституті імені В. І. Леніна.
- У 1988 захистив докторську дисертацію з філософії натему «Світогляд як суспільне явище» в Інституті філософії АН СРСР.
- У 1994 обраний членом-кореспондентом Академії педагогічних наук України.
- У 2003 обраний дійсним членом Міжнародної академії педагогічних і соціальних наук.[2]

### Кар'єра
- З 1969 по 1970 — літературний редактор редакції Ногінської міської газети «Знамя коммунизма».
- З 1971 по 1972 — викладач кафедри філософії Московського авіаційно-технологічного інституту.
- З 1972 по 1973 — співробітник науково-дослідної соціологічної лабораторії МДУ імені М. В. Ломоносова.
- З 1973 по 1979 — старший редактор групи з проблем підручника головної редакції видавництва «Просвещение».
- З 1979 — старший викладач, (з 1984) доцент, (з 1984 по 1986) старший науковий співробітник, (з 1986) професор, (з 1987 по 1991) проректор з наукової роботи Луцького державного педагогічного інституту імені Лесі Українки.
- З 1991 по 1994 — проректор з навчально-експериментальної роботи, керівник Республіканського центру світоглядної освіти молоді ЛДПІ імені Лесі Українки.
- З 1994 по 2002 — директор Інституту соціальних наук ВДУ імені Лесі Українки.
- З 2002 по 2009 — завідувач кафедри філософії та релігієзнавства ВНУ імені Лесі Українки.
- З 2005 по 2007 — проректор з наукової роботи ВНУ імені Лесі Українки.[2]

Був головним редактором Наукового вісника ВНУ ім. Лесі Українки. Серія: Філософські науки; першим заступником головного редактора часопису «Підручник ХХІ століття»; членом редакційних колегій часописів: «Педагогічний пошук» (Луцьк); «Гуманітарні науки» (Ялта – Київ); «Педагогічні технології» (Луцьк); «Філософія і психологія» (Івано-Франківськ).
Розробив концепцію світоглядної освіти молоді, що лягла в основу навчальних програм і підручників з нового інтегрованого шкільного курсу «Людина і суспільство». За дорученням Міністерства народної освіти Уераїни у 1989–1994 очолював упровадження курсу в школах республіки.
Автор близько 200 наукових праць, зокрема 6 монографій, понад 30 підручників і навчальних посібників, 5 з яких були визнані Інститутом навчальної книги імені Георга Еккерта (Німеччина) кращими серед аналогічних, виданих на пострадянському просторі.
Помер 28 січня 2017 року. 

### Сім'я
У 1970 одружився з Іриною Петрівною Тимошенко. У 1973 народилася донька Маргарита. У 1988 народилася донька Олена.

## Творчість
З 1959 почав писати вірші й друкуватися в Ківерцівській районній газеті «Ленінський шлях».

### Літературно-художні твори
- Квіти кохання. Етюд // Ленінський шлях. – 1960.
- Мрійники. Етюд // Ленінський шлях. – 1960.
- Пісня про Лучеськ // Літературна Україна. − 1996.
- Поезії  // Перевесло. Антологія. У  2-х т. Т.  1. Поезія.  – Луцьк  : РВВ “Вежа” Волин. держ. ун-ту ім. Лесі Українки, 2001. – С. 5−16.
- Казка про щастя  // Волинь: Всеукр. суспільно-політичний, літературно-мистецький часоп. – 2005. − No 7. – С. 165−182.
- Атом вечности: Поэзы. – Луцк : “РВ”, 2011. – 106 с. Стихи разных лет. – Луцк : “РВ”, 2011. – 120 с.
- Казки і легенди. – Луцьк : “РВ”, 2011. – 48 с.[2]

## Основні праці
За ЕСУ:
- Мировоззрение: сущность, специфика, развитие. Л., 1986;
- Світ і людина: Підруч. для 8–9 кл. К., 1992; 1996;
- Людина і суспільство: Підруч. для 11 кл.: У 2 ч. К., 1992; Л., 1994 (співавтор);
- Особа і суспільство: Підруч. для 10 кл. К., 1997 (співавтор);
- Людина в сучасному світі. К., 1997 (співавтор);
- Світ, людина, суспільство: Хрестоматія. К., 1997 (співавтор);
- Методичні принципи світоглядної освіти // Пед. пошук. 1999. № 4;
- Віталогія – філософське вчення про людину // Наук. вісн. Волин. університету: Філос. науки. 1999. № 9;
- Роль самосвідомості у становленні соціального суб’єкта // Соц. студії. 2000. № 1, 2.[3]

## Нагороди
- 1991 — нагороджений медаллю А. С. Макаренка Міністерства народної освіти України.
- 1996 — нагороджений знаком Міністерства освіти України «Відмінник освіти України».
- 2006 — нагороджений знаком АПН України «Ушинський К. Д.».
- 2008 — присвоєно почесне звання Заслужений діяч науки і техніки України.
- 2010 — нагороджений заохочувальною відзнакою ВНУ імені Лесі Українки «Золотий нагрудний знак».
- 2011 — нагороджений медаллю НАПН України «Г. С. Сковорода».[2]